# Nous mitjans
Els nous mitjans és un concepte que sorgeix a la segona meitat del segle XX i és el resultat de l'evolució dels mitjans tradicionals com la música, el cinema, la fotografia i la lletra escrita i oral gràcies a l'emergència de tecnologies digitals, informatitzades, en Xarxa de telecomunicacions o de les tecnologies de la informació i comunicació. La majoria de tecnologies descrites com a "nous mitjans" són digitals, i sovint presenten característiques com ser manipulables, estar en xarxa, ser denses, comprimibles, interactives i imparcials, a més presenten la particularitat de ser accessibles i no només facilitar la participació de l'usuari, sinó a més nodrir-se'n. Per tant, no estem parlant de medis creats a partir de la digitalització dels tradicionals, sinó de mitjans dinàmics que disposen d'una relació interactiva amb el seu consumidor, on la clau de la comunicació ja no es limita a la transmissió de la informació, si no en la producció de continguts, per aquesta raó el públic dels nous mitjans, experimenta un gran canvi i ha passat de sedentari a actiu.
Alguns exemples poden ser la viquipèdia, Internet, les pàgines web, els ordinadors, els videojocs, els CD-ROM o els DVD.

## Història
El 1960 Ivan Sutherland comença el seu treball amb el Sketchpad, considerada la primera interfície gràfica d'usuari, moment en què s'obre una porta cap a la interactivitat. És també en aquesta dècada, quan Ted Nelson inventa el concepte d'hipertext a partir d'un sistema similar anomenat Memex, proposat per Vannevar Bush el 1945. Més tard Ted Nelson defineix Xanadú que fou un primer enfocament del que ara coneixem com la WWW, i per altra banda, per la seva part i també seguint les idees de Bush, Douglas Engelbart defineix les funcions que necessitarien els programes i ordinadors per millorar la relació amb el coneixement humà i millorar el rendiment. Engelbart també crea el primer prototip de ratolí, perifèric que proporciona moviments més intuïtius i millora la relació de l'ésser humà amb les computadores, demostrant-ho l'any 1968, amb una presentació multimèdia per mostrar el funcionament dels hipertexts mitjançant un monitor, un teclat estàndard més un específic per programari i un ratolí.
Alan Kay i Adele Goldberg, inventen Smalltalk, un llenguatge orientat a objectes i posteriorment amb en Bill Atkinson, comencen les aplicacions d'interfícies gràfiques orientades a l'usuari. Fins als anys 80 els mitjans de comunicació giraven entorn de les publicacions impreses, la televisió i la radio. És a partir d'aquí quan comencen a evolucionar.
L'any 1989 Tim Berners-Lee fa un pas més i crea l'HTML, L'HTTP i l'URL. Fent-nos partícips d'un canvi substancial i social, cada cop més accessible a tothom.
Per tant, en resum direm que els nous mitjans neixen després de l'evolució tecnològica informàtica i mediàtica.
En el moment en què convergeixen, i es comencen a usar computadores digitals que permeten la traducció de totes les dates actuals en nombres, s'aconsegueix convertir tot en dades informàtiques i llavors els medis es converteixen en nous medis.

## Què són els nous mitjans?
Els nous mitjans poden ser descrits de diverses formes.

### Manovich en "El llenguatge dels nous mitjans de comunicació
Lev Manovich en el seu llibre “El llenguatge dels nous mitjans de comunicació” defineix els nous mitjans basant-se en cinc principis:
1. La representació numèrica:
Tots els objectes dels nous mitjans són representacions numèriques per tant:
-Un objecte dels nous mitjans pot ser descrit amb un codi numèric.
-I a més està sotmès a una manipulació algorítmica.
-Per tant, direm que els nous mitjans són programables.
Un exemple podria ser el codi ASCII o la representació hexadecimal dels colors, o el format de fotografia PNG.
2.Modularitat:
Aquest principi ens exposa la capacitat dels nous mitjans de ser representats per altres elements que s'agrupen mantenint la seva identitat separada. A més si n'esborrem un d'ells no perd el significat i els mateixos es poden combinar formant nous objectes.
Un exemple seria el codi HTML que en conjunt forma una pàgina web però cada etiqueta manté la seva identitat individual. També tindríem els píxels, els caràcters, les pàgines web, etc.
3. Automatització:
L'automatització es dona gràcies als principis de codificació numèrica i l'estructura modular dels seus objectes en aspectes com la creació, l'accés, la manipulació o la modificació.
Té dos nivells diferenciats:
Baix nivell: Mitjançant plantilles o algoritmes simples.
Alt nivell: Requereix un ordinador que entengui el significat dels objectes que inclou.
Un editor de textos o un gestor de contingut són alguns dels exemples
4. Variabilitat:
Aquest principi, també surt a partir de la codificació i la modularitat, sent molt important aquest segon perquè mantinguin la seva identitat. Així els objectes mediàtics independents poden reagrupar-se i formar-ne de nous. Aquesta característica la fa molt interessant i respon molt bé al principi dels nous mitjans de tenir en compte a l'usuari, ja que dona la possibilitat de l'adaptació a gustos, tendències o peticions dels usuaris.
Un exemple seria les modificacions que permet una pàgina d'usuari registrat, o els canvis que poden adoptar una pàgina web modificant el css o amb un gestor de continguts modificant la plantilla.
5. Transcodificació
Amb transcodificació Manovich fa referència a la transformació que experimenten els medis amb la seva informatització. Mantenint així una capa cultural i una capa informàtica. Veient-se a més modificada també la primera per la segona, fent així que es modifiqui el concepte que teníem fins ara cultural, per un nou informatitzat.
La viquipèdia com substitució d'una enciclopèdia en paper, o un mail en lloc d'una carta, o els arxius d'un ordinador en lloc dels arxivadors són alguns dels exemples de transcodificació.

### Manovich en "New media from Borges to HTML"
En el seu article escrit el 2001, Manovich exposa vuit proposicions mitjançant les quals aporta una visió clara dels nous medis.
1. Els Nous mitjans no són la cibercultura.
2. Els Nous Mitjans empleen la tecnologia informàtica com a plataforma de distribució.
3. Els Nous mitjans de comunicació són dades digitals controlades per programari.
4. Els Nous mitjans de comunicació són la barreja entre els actuals cultura i programari.
5. Els Nous mitjans de comunicació com l'estètica que acompanya la primera etapa de Tots els nous mitjans de comunicació moderns i tecnologia de la comunicació.
6. Els Nous mitjans de comunicació disposen d'una execució més ràpida d'algoritmes que anteriorment s'executaven manualment o mitjançant altres tecnologies.
7. Els Nous mitjans de comunicació són la codificació dels modernistes Avant-Garde; Nous mitjans de comunicació com metamedia.
8. Els Nous mitjans de comunicació com l'articulació en paral·lel d'idees similars en Art de després de la segona guerra mundial i la informàtica.

### Jenkins
1. Innovador[4]
2. Convergent
3. Cada dia
4. Apropiació
5. Xarxa
6. Mundial
7. Generacional
8. Desigual

## Interactivitat
La irrupció dels nous mitjans de comunicació ve "avalada" per l'àmplia possibilitat d'interactivitat que aquests mitjans ofereixen als usuaris. Aquesta possibilitat d'interacció és tan àmplia que fins i tot ha arribat a modificar els patrons tradicionals de comunicació entre els creadors o productors de mitjans i els consumidors d'aquests.
La comunicació tradicional es basava en un tipus de comunicació "un a molts", és a dir, un ens (generalment una empresa) crea un mitjà de comunicació i pretén difondre els seus missatges a través del mateix al major nombre d'usuaris possibles (per exemple mitjançant el tiratge d'un diari, o les emissions radiofòniques). Tradicionalment el receptor d'aquests missatges era un subjecte passiu, que es limitava a rebre aquesta informació sense possibilitat de divulgar (excepte potser en petits cercles), discutir o formar una nova.
Amb l'aparició dels nous mitjans, el concepte de la comunicació evoluciona cap a un concepte "molts a molts". Amb les possibilitats que ofereixen aquests nous mitjans, la passivitat del receptor de la informació ha evolucionat cap a un concepte actiu. Ara qualsevol persona té al seu abast les eines necessàries i l'accés a la informació, per poder convertir al seu torn en un difusor d'aquesta.
No obstant això, la passivitat tradicional demostrada pel consumidor no pretén afirmar la inexistència total d'interactivitat en fases del procés comunicatiu anteriors a l'actual. Els diaris en paper oferien (i ofereixen) seccions de participació en què el lector pot opinar mitjançant cartes al director. Les televisions i les ràdios permetien (i permeten) l'accés de teleespectadors o radiooients en directe, respectivament.
No obstant això, encara hi havia certa possibilitat d'interactivitat, aquesta estava limitada (i de vegades censurada) pels generadors de la informació. Amb l'aparició dels nous mitjans, no només s'augmenta la capacitat d'interaccionar per part de l'usuari, sinó que aquest guanya en llibertat d'expressió, tant en la forma com en el fons de la informació a transmetre.
Cal assenyalar que la interactivitat és una característica global del concepte de nou mitjà, però no és una característica inherent de totes les tecnologies dels nous mitjans. És a dir, l'aparició dels nous mitjans va suposar una ampliació del concepte d'interactivitat, però no totes les tecnologies associades a aquests nous mitjans presenten aquest grau d'interactivitat. Per exemple: la televisió ha sofert un canvi important en els darrers temps, principalment en el fet de la transformació de l'emissió analògica a la digital. No obstant això aquest canvi no ha suposat un canvi en l'experiència de l'usuari a l'hora de la seva interpretació: el grau d'interactivitat és similar, encara que és cert que s'estan experimentant noves tecnologies, especialment en els anuncis publicitaris, que permeten a l'usuari interaccionar amb el que està veient a la pantalla.
Una de les manifestacions de la interactivitat en els nous mitjans es troba a les noves generacions de videojocs, els videojocs en línia, en els quals l'usuari té la possibilitat de crear el seu propi personatge i interaccionar amb altres participants, generant-se una realitat virtual paral·lela completament definida pels mateixos usuaris. Jocs com Second life s'han convertit en la possibilitat, per a milions d'usuaris, de reescriure les seves pròpies vides i, alhora, han obert la porta a productors, organitzacions o polítics per donar a conèixer els seus missatges en el món virtual.
Per tant, la interactivitat no només cal entendre-la com la possibilitat que té l'usuari de participar com a subjecte actiu en els nous mitjans de comunicació. També ofereix noves vies de comunicació als transmissors d'informació a l'empara de les quals s'han desenvolupat, i sens dubte es desenvoluparan, innovadores tècniques per difondre missatges (publicitaris, polítics, socials, etc.), Cosa que reforça encara més la idea d'una globalització mundial des del punt de vista sociocultural.

## Seguretat
L'aparició dels nous mitjans de comunicació comporta una interacció de l'usuari, una participació, en molts casos directa, d'aquesta, en la qual aquest aporta no només nova informació o nous continguts, sinó també, en molts casos, dades personals, gustos, preferències, tendències, etc., que si no són tractats amb una privacitat adequada i una correcta política de protecció de dades, poden suposar un enorme atractiu per a tots aquells que busquen utilitzar aquests nous mitjans per a aconseguir objectius que prenen caires des del poc ètic fins a l'il·legal.
Potser un dels exemples més reconeguts sigui el fenomen spam (correu brossa). Aquesta tàctica consisteix a bombardejar a un usuari que disposi d'un compte de correu electrònic amb innombrables correus la finalitat principal és la difusió de missatges publicitaris.
El fenomen spam basa el seu funcionament en l'obtenció de les adreces dels correus electrònics dels usuaris de diferents mitjans basats en Internet. Les formes d'obtenció d'aquestes adreces són diverses i cal citar, per exemple, el donar-se d'alta a llistes de correu i rastrejar la resta d'adreces, comprar bases de dades d'usuaris a particulars o empreses (activitat il·legal encara existent), utilitzar robots de cerca que recorren Internet i localitzen adreces o utilitzar tècniques DHA (Directory Harvest Attack) mitjançant les quals es generen infinitat d'adreces d'un domini concret, s'envien correus a les mateixes i es filtren les que no són contestades pel servidor d'aquest domini amb un missatge d'error.
Hi ha moltes tècniques de filtratge de missatges que permeten a l'usuari protegir-se del spam, tot i que la imaginació dels "spammers" no té límit. Com ara el fet que en un principi el correu brossa es limitava únicament al correu electrònic, i actualment es pot distingir aquest fenomen en la missatgeria instantània (xats o similar), el que es coneix com a APIM, a la telefonia IP (APIT) i en els dispositius mòbils (spam SMS).
Una altra de les amenaces que arriba a través del correu electrònic i que amenaça la seguretat dels usuaris és el spyware (programes espia). Aquests programes roben dades d'usuaris sense el seu consentiment per tal de beneficiar-se econòmicament o publicitàriament. Un dels usos més habituals actualment i més perillós és el robatori de dades bancàries que pot facilitar la realització d'estafes bancàries als ciberdelinqüents.
Una variant del spyware és el phising, tècnica mitjançant la qual no es roben directament les dades a l'usuari, sinó que és el mateix usuari el que facilita les dades després de rebre un correu electrònic on se li demanen i que prové d'una font aparentment fiable. Aquest fenomen està altament relacionat amb el correu brossa, ja que l'enviament de phising també sol ser massiu, i alhora s'ha estès a altres mitjans, els sms als mòbils (smishing) o la telefonia IP (vishing).
Deixant de banda el correu electrònic, els problemes de seguretat derivats de l'obtenció de dades personals dels usuaris s'estenen a altres nous mitjans de comunicació. Un exemple clar és el de les xarxes socials, com ara facebook, twitter o similar. Recentment s'han revelat casos de delinqüents que han contactat amb menors a través d'aquestes xarxes, guanyant-se la seva confiança i obtenint dades importants que posteriorment amenaçaven de revelar als seus coneguts si no accedien a les seves proposicions, generalment d'índole sexual.
La política de privacitat d'aquestes xarxes socials generalment permet a l'usuari mantenir en privat aquelles dades que no vulgui revelar, però per contra, no és possible controlar el registre de persones amb identitats falses que poden interaccionar amb usuaris sent aquests sense saber-hopotencials víctimes.
De l'altre costat de la moneda, els diferents cossos i forces de seguretat dels estats han trobat en aquestes xarxes una nova manera de controlar possibles delinqüents i d'obtenir pistes en l'entorn de les víctimes. S'ha arribat a donar el cas que ha estat possible detenir un delinqüent gràcies a la informació que aquest facilitava en la mateixa xarxa social.
En un marc més ampli, hi ha notícies que la CIA, l'FBI i altres agències de seguretat rastregen contínuament aquestes xarxes socials a la recerca de potencials terroristes o persones que puguin tenir al cap atemptar contra la seguretat dels seus països.
La seguretat dels nous mitjans, com s'ha vist en els exemples anteriors, és un dels principals problemes amb què es troben aquests per guanyar-se la confiança dels usuaris en l'actualitat. Millorar les polítiques de privacitat és una de les necessitats prioritàries per aconseguir que l'ús d'aquests nous mitjans pugui ampliar el seu camp d'acció, però haurà d'anar acompanyat d'una legislació eficaç que permeti protegir els drets dels usuaris davant la voracitat de les publicitats de les empreses i dels ciberdelinqüents que busquen, entre els usuaris d'aquests nous mitjans, els seus nous objectius.

## Indústria i noves tendències
L'aparició dels nous mitjans ha suposat l'obertura d'unes potents vies perquè les empreses puguin arribar d'una forma més directa als consumidors potencials. La possibilitat d'efectuar una comunicació bidireccional amb el destinatari del producte final ofereix infinitat de possibilitats als creadors, tant a l'hora de demanar l'opinió de l'usuari i incorporar al procés de creació com a l'hora de realitzar noves i incisives campanyes publicitàries.
Pel que fa a la interacció durant el procés creatiu cal destacar el procés d'avaluació heurística, per exemple en el desenvolupament de llocs web, en la creació de videojocs o en l'avaluació d'episodis pilots de sèries de televisió. En aquest procés l'usuari potencial és seleccionat basant-se en uns perfils que s'ajustin al possible target comercial del producte, i aquest avaluarà un prototip d'aquest producte responent a un test en què es plantegen una sèrie de qüestions que permetran al desenvolupador incorporar les preferències dels usuaris al desenvolupament final del procés.
En l'àmbit de la publicitat, les oportunitats que ofereixen els nous mitjans han obert nous camps d'exploració que han permès desenvolupar noves tècniques que permeten a l'usuari no només contemplar i absorbir els diferents anuncis, sinó participar i interaccionar amb aquests.
Un exemple d'aquestes noves tècniques publicitàries són les anomenades campanyes de màrqueting viral. El màrqueting viral és un terme emprat per caracteritzar les campanyes de publicitat que tenen per objectiu generar una difusió exponencial d'un producte o una marca a través de l'efecte "boca a boca" a través dels nous mitjans, com les xarxes socials o els serveis de telefonia mòbil. Un dels primers exemples, i potser dels més reconeguts és el de la MTV i el seu famós "Amo a Laura": aquest anunci no esmentava cap producte i simulava l'existència real d'aquest grup, creació que, a posteriori, i un cop havia estat difós pels usuaris d'internet, va reclamar la mateixa cadena de televisió. Un altre exemple es troba en els orígens de Hotmail amb la campanya que va permetre que es donés a conèixer massivament: en enviar un correu, al final del mateix apareixia un enllaç en el qual s'oferia l'opció d'obtenir una compta gratuïta.
Un altre exemple de les noves tècniques publicitàries són els anuncis interactius. La inserció de banners en pàgines web que ofereixen a l'usuari la possibilitat d'ampliar la informació que ofereixen, els anuncis en plataformes digitals de televisió que permeten la navegació de l'usuari per continguts més amplis a través del comandament a distància, i molts altres exemples, són la clara constatació que els nous mitjans han constituït una nova autopista per als anunciants que converteixen el destinatari de la publicitat en un subjecte actiu, desterrant la passivitat tradicional.
A l'empara d'aquestes noves possibilitats han sorgit noves empreses especialitzades en la consultoria per als nous mitjans de comunicació que asseguren que les estratègies de comunicació estiguin a l'última pel que fa a les tendències i oportunitats que ofereix aquesta nova era.

## Exemples
- Blogs
- Xats
- Xarxes socials
- Llocs web
- Forums
- Publicacions digitals
- Radios o televisions digitals (tant de cadenes tradicionals como de cadenes personalitzables).
- Podcasts
- Cd-ROM
- DVD
- Telefonia IP (ex. Skype)
- Tecnologia 3D
- Realitat Virtual